# 蛋咖啡
蛋咖啡（越南语：／）是一種源自越南河內的咖啡飲品，傳統上是用蛋黃、砂糖、煉乳和羅布斯塔咖啡粉製成的。當時咖啡被法國人引進越南時，因為越南的牛奶較難取得，當地人想要在咖啡裡做出卡布奇諾的泡沫效果，於是就拿蛋黃當作替代品，而形成獨特的越南咖啡。
其作法是將蛋黃與糖和煉乳（或鮮乳）一起攪拌打至起泡成黏稠狀，再倒半杯咖啡至咖啡杯內繼續攪拌，最後再將剩下的半杯咖啡倒入，即可製成。厚重奶泡是其特色，佔了咖啡90%容量；在早期電動攪拌器不普及時，需要親手拌攪20～30分鐘方可完成。

## 圖庫

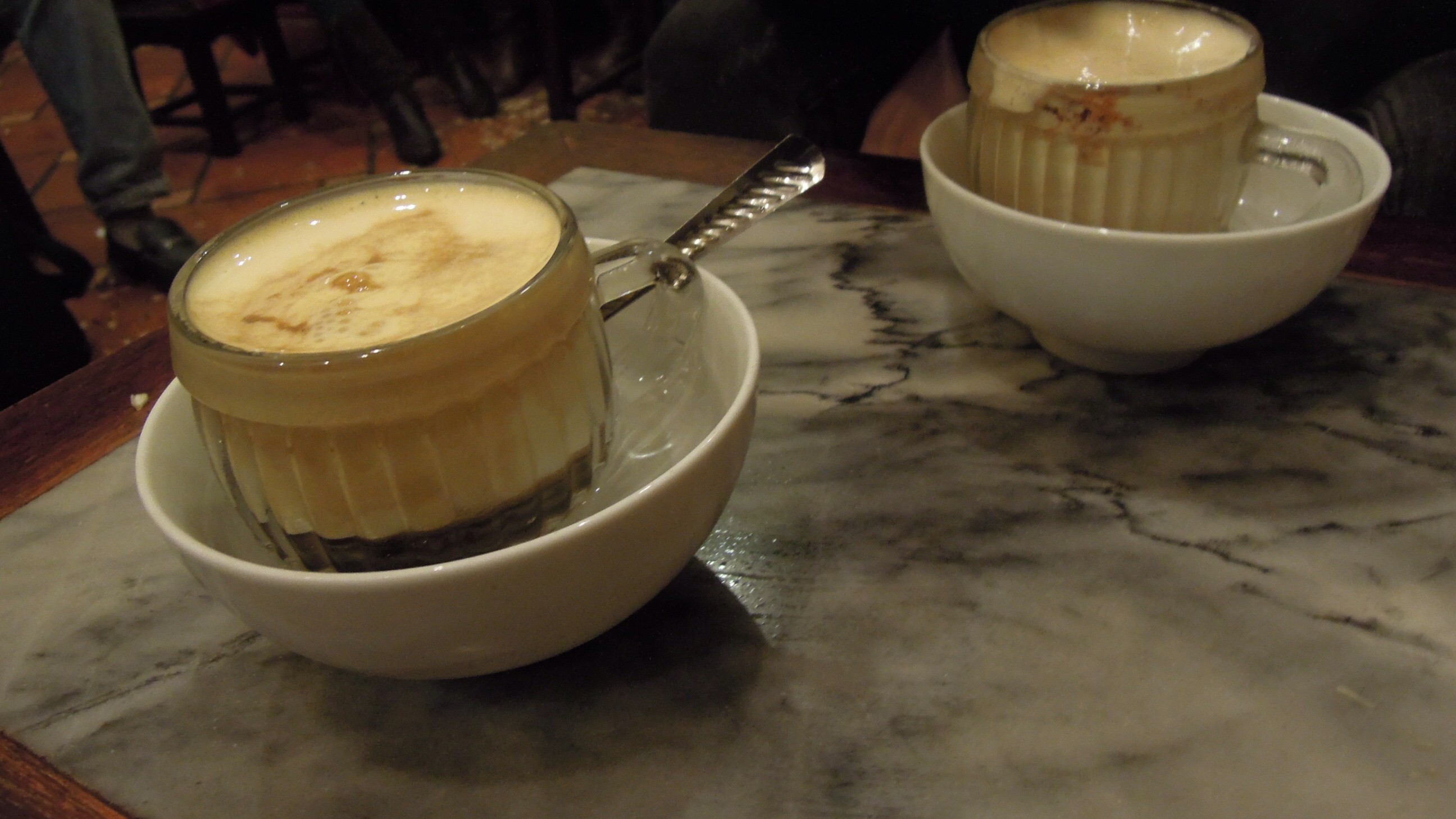
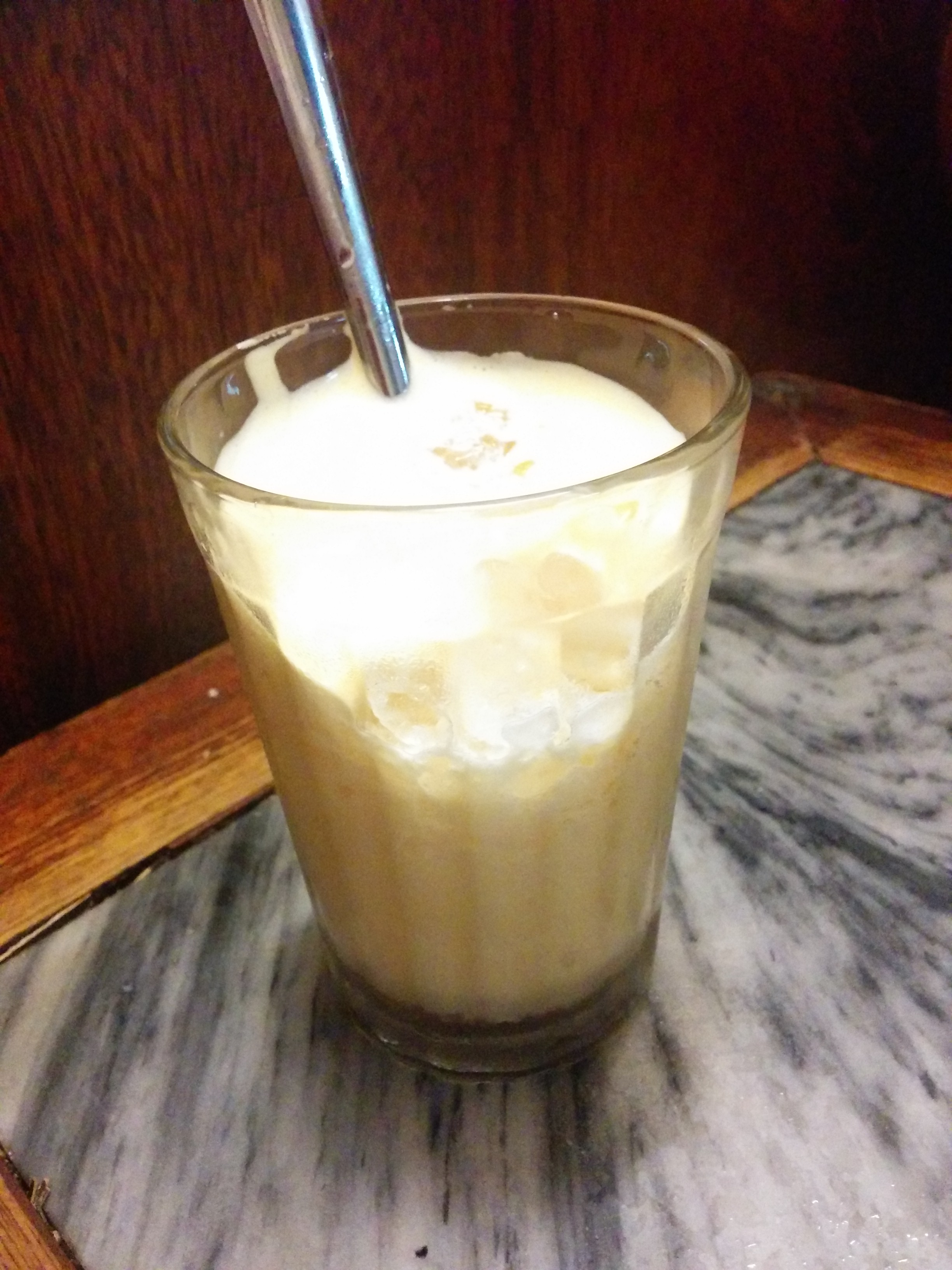
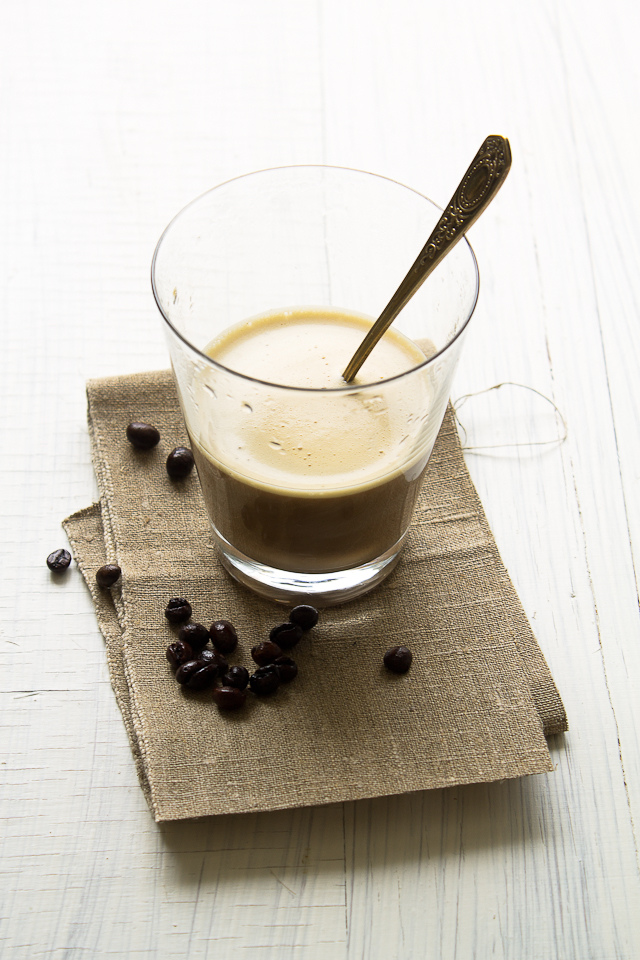
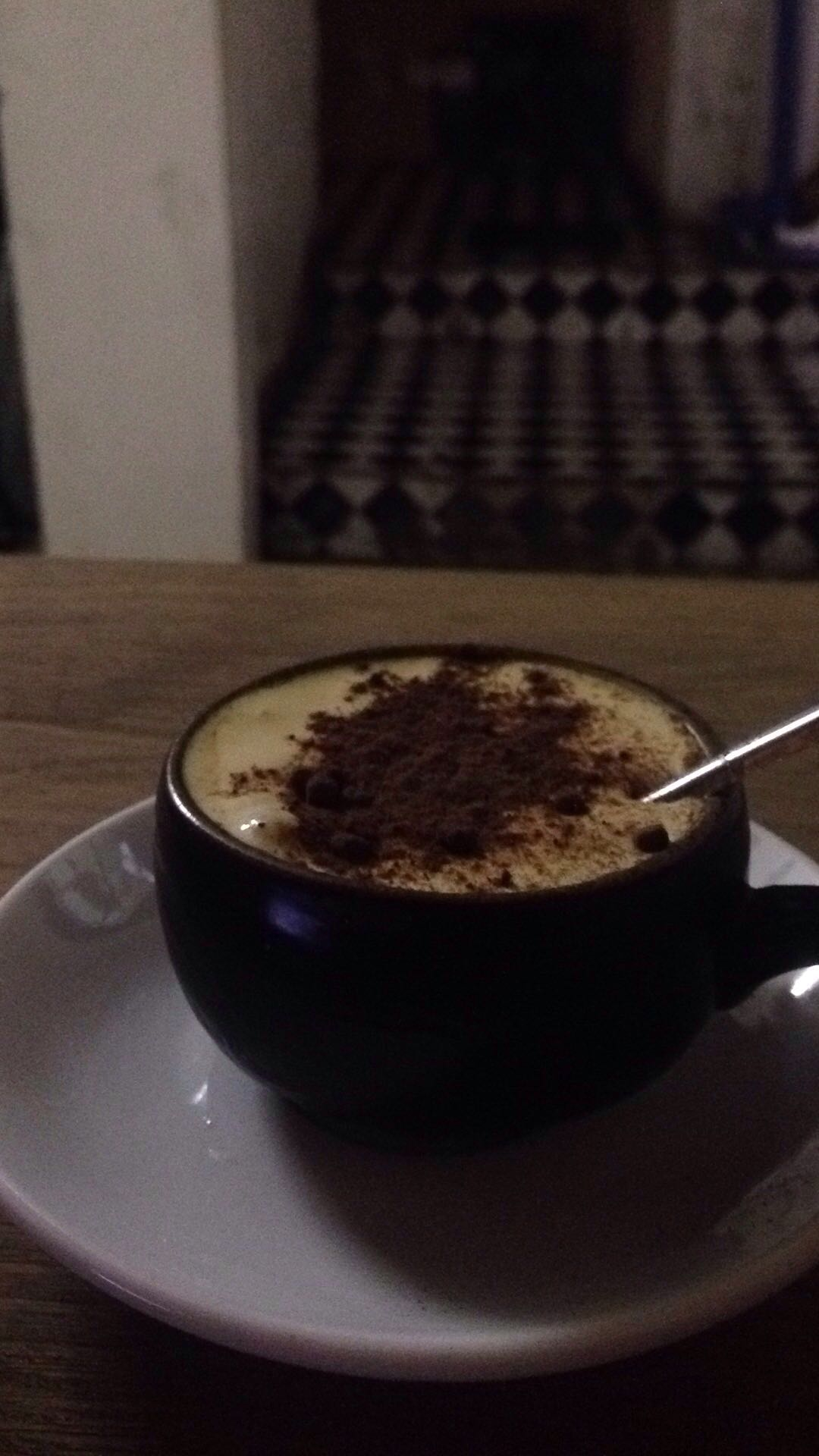
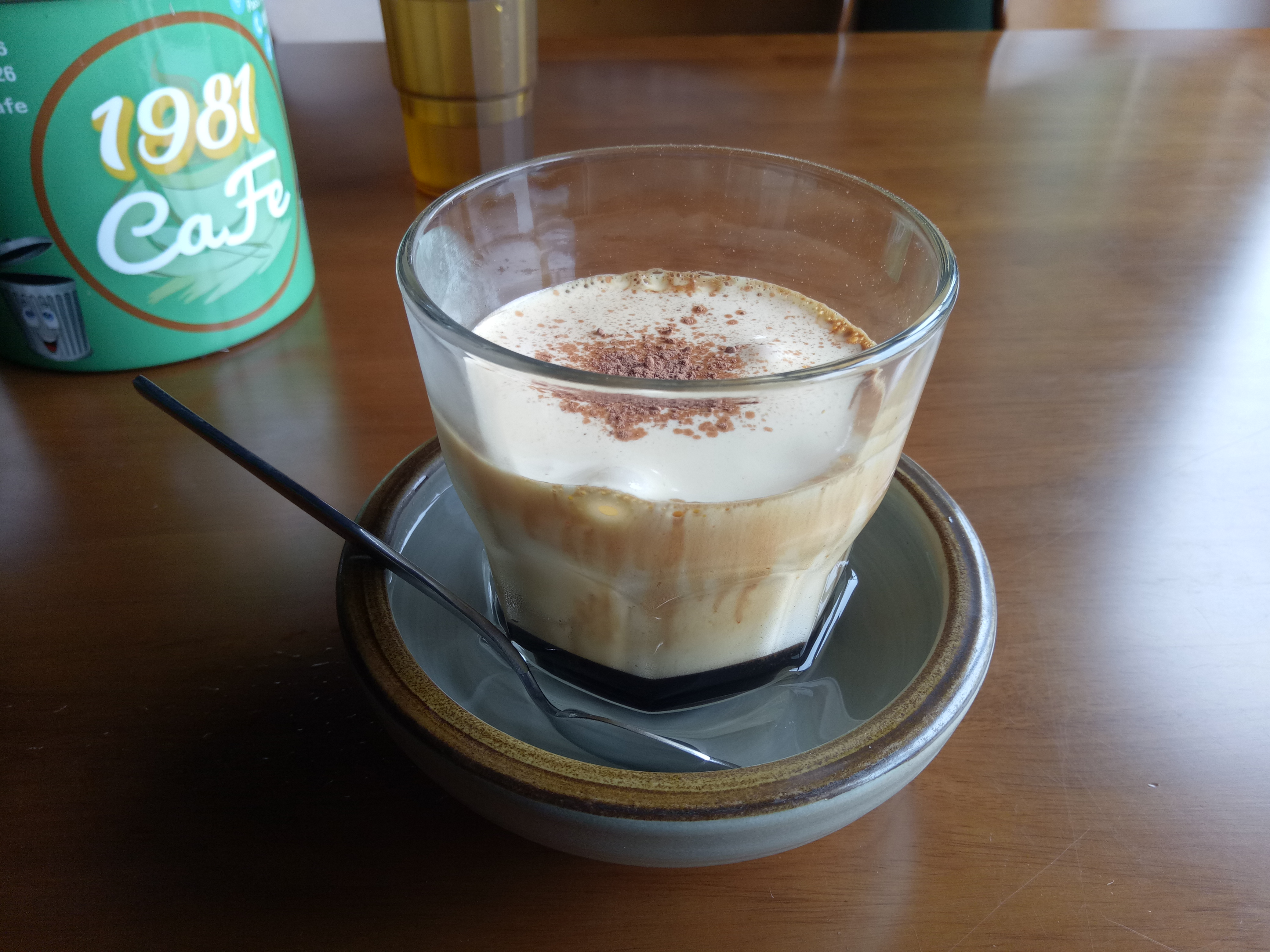
臺灣中壢一家越南咖啡廳販售的蛋咖啡